# Церква Святого Михайла (Пулемець)
Церква Святого Михайла — православний (УПЦ МП) храм у селі Пулемець Ковельського району Волинської області.
Настоятель — ієрей Сергій Богдан.

## Історія

### Перший храм чи храми в селі
Церква в селі Пулемець вперше згадується під 1510 роком. Село тоді було в складі Холмського повіту Холмської землі. До 1619 року церква була православною, потім переведена в унію.
Після Третього поділу Речі Посполитої село Пулемець відійшло до Російської імперії. Згідно указу цариці Катерини ІІ більшість уніатських парафій Волині були знову повернуті у православ'я. У 1796 році перейшов у православ’я уніатський священик села Пулемець Лілікович Устин, церква відносилась до Володимирського благочиння Житомирської єпархії.
Коли була побудована тодішня церква в селі Пулемець, невідомо. На 1844 рік вона вже потребувала нового ошалювання, а паперть – нових підвалин і стелі. Начиння в церкві було достатньо. Державних селян проживало на 37 дворах 300 чоловік. Частиною села володіли також поміщики Константин Виржаковський і Антоній Мілошевський.

### Церква, котра існувала у 1861-1984 роках

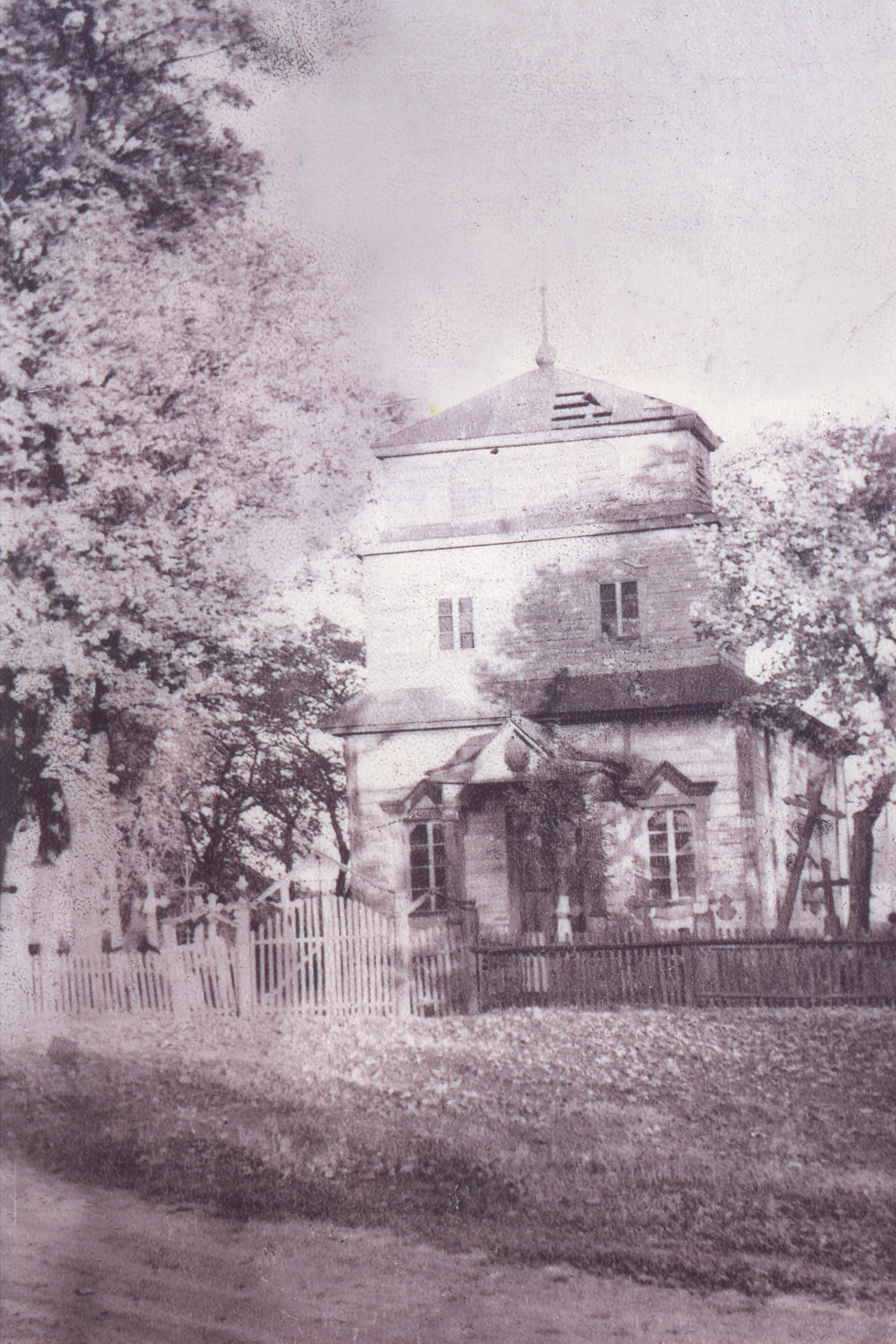
Церква св. Михайла, збудована у 1861 р. та розібрана у 1984 р. Фото 1970-х рр.

У 1861 році в селі Пулемець за державні кошти була побудована нова дерев'яна церква Святого Михайла.
Церковно-парафіяльна школа в селі Пулемець відкрита в 1891 році. Інші дані подає клірова відомість за 1911 рік, відповідно до якої церковно-парафіяльна школа в селі Пулемець відкрита 14 квітня 1890 року. Церковно-парафіяльна школа в селі Пулемець від 20 жовтня 1912 року стала однокласним училищем. Знаходилась у власному будинку.
Опікуном церкви з 1928 року був Йосип Сукач. Владика Олексій Громадський відвідав церкву в 1935 році. При Свято-Михайлівській церкві в села Пулемець існувало братство св. Мучеників Маковеїв.
Церковною мовою проповідей з 1923 року стала українська.
З 1950-х років на Волині радянська влада почала масово закривати церкви. У 1951 році здійснюється перша спроба державних структур призупинити діяльність храму шляхом визнання його непридатним для богослужінь. Але висновки комісії заперечили факт руйнування храму.
У 1956 році громада придбала і перенесла з села Домачево Брестської області для священика будинок. 
Рішенням Волинського облвиконкому №952 від 25 серпня 1961 року церква села Пулемець була знята з реєстрації і закрита з пропозицією перебудувати під клуб, пізніше передана колгоспу під склад.
1981 року з області надійшла вказівка розібрати церкву як аварійну. Дах вже був частково поруйнований. Приміщення храму спочатку планувалось переобладнати під сільський клуб, але фактично він використовувався як склад колгоспу. В грудні 1984 року храм був знесений. Це була одна з останніх церков, знесених на Волині протягом 1940-1980-х рр.
Після закриття церкви дзвони були продані місцевим жителем в село Приборово Брестської області, яка згоріла в  2003 році. Деякі ікони і начиння з Пулемецької церкви передані в сусідні церкви, частину розібрали люди.

### Сучасний храм
Під час перебудови СРСР в другій половині 1980-х років серед місцевих жителів посилився рух з пропозицією побудувати в селі Пулемець нову церкву. У 1990 році було зареєстровано релігійну громаду.
Нову церкву почали будувати в 1990 році на місці попередньої церкви. Церква побудована з піноблоків і обкладена силікатною цеглою. 
У 1991 році в новозбудованому храмі розпочалось проведення Богослужінь. Церква була освячена єписокпом Симеоном (Шостацьким) на свято Віри, Надії і Любові 30 вересня 1996 року. 

## Список священників
Список священників, які служили у Свято-Михайлівському храмі с. Пулемець:
- 1857 р. свящ. Василій Амвросієвич Помазанський
- До революції — о. Никанор
- З кінця 30-х рр. по 1950 р. — о. Флегонт Зінкевич
- З 1956 р. до закриття — о. Іоанн
- Під час будівництва нового храму по 1999 р. — наглядав священник церкви Казанської ікони Богородиці села Піща прот. Іоанн Давидюк
- З 1999 р. по 2001 р. — ієр. Олександр Антонюк
- З 2001 р. по 2010 р. — ієр. Роман Якимець
- З 2010 р. по 2011 р. — спостерігав церкву священник церкви Св. Варвари села Острів'я ієр. Іван Крошетецький
- З 2011 р. по наш час — ієр. Сергій Богдан[2].